# The Amazing Spider-Man (película de 1977)
Spider-Man es una película para televisión en el año 1977, protagonizada por Nicholas Hammond y David White, la película es considerada un episodio piloto de la serie homónima de 1980.

## Argumento
Peter Parker, un fotógrafo que trabaja para el Daily Bugle, es mordido por una araña radiactiva y descubre que ha adquirido superpoderes, como súper fuerza, agilidad sobrehumana y la capacidad de escalar paredes y techos. Un día empieza a haber robos en los bancos de Nueva York, y el hombre que robó los bancos pide $50 millones de dólares y si no le dan el dinero en dos días asesinará a 10 ciudadanos, por lo que Peter decide usar sus habilidades para salvar a Nueva York y se convierte en el asombroso Spider-Man.

## Reparto
- Nicholas Hammond (1950-) como Spider-Man/Peter Parker.
- David White (1916-1990) como J. Jonah Jameson, editor del periódico Daily Bugle.
- Michael Pataki (1938-2010) como el capitán de policía Barbera.
- Robert Bob Hastings (1925-2014) como el policía Monahan.
- Hilly Hicks (1950-) como Joe Robbie Robertson, el periodista del Daily Bugle.
- Lisa Eilbacher (1957-) como Judy Tyler.
- Jeff Donnell (1921-1988) como la tía May Parker.
- Ivor Francis (1918-1986) como el profesor Noah Tyler.
- Thayer David (1927-1978) como Edward Byron, el misterioso gurú.

## Lanzamiento a VHS
La película fue lanzada a VHS en 1980 y fue producida por RCA Columbia Pictures.

## Gastos y Beneficios
A pesar de la poca información que se tiene de los gastos que han supuesto la creación del film, se decía que la recaudación llegó a ser todo un éxito. Los rumores llegaron a situarla en el top 3 de las películas más beneficiosas del año con un beneficio aproximado de 110 millones de Dólares en Estados Unidos.